# Joshua Booth
Pour les articles homonymes, voir Booth.
Joshua Booth est un rameur australien né le 9 octobre 1990 à Melbourne. Il a remporté avec William Lockwood, Joshua Dunkley-Smith et Alexander Hill la médaille d'argent du quatre sans barreur aux Jeux olympiques d'été de 2016 à Rio de Janeiro.